# Krummhörn
Krummhörn est une commune de Basse-Saxe, en Allemagne, située dans l'arrondissement d'Aurich. Elle occupe une portion de littoral connexe à la mer des Wadden, qui fut jusqu'au XIe siècle une annexe de la paroisse de Norden, le Federgau.

## Géographie
Krummhörn est située dans la région historique de Frise orientale, en bordure de la mer du Nord et à proximité de l'embouchure de l'Ems.

### Quartiers
Les quartiers de Krummhörn avec leur nombre d'habitants en 2008 :
| - Campen (507) - Canum (293) - Eilsum (612) - Freepsum (406) - Greetsiel (1 553) - Grimersum (604) - Groothusen (483) | - Hamswehrum (493) - Jennelt (384) - Loquard (621) - Manslagt (413) - Pewsum (3 289) - Pilsum (594) | - Rysum] (730) - Upleward (405) - Uttum (505) - Visquard (720) - Woltzeten (200) - Woquard (191) |

## Histoire

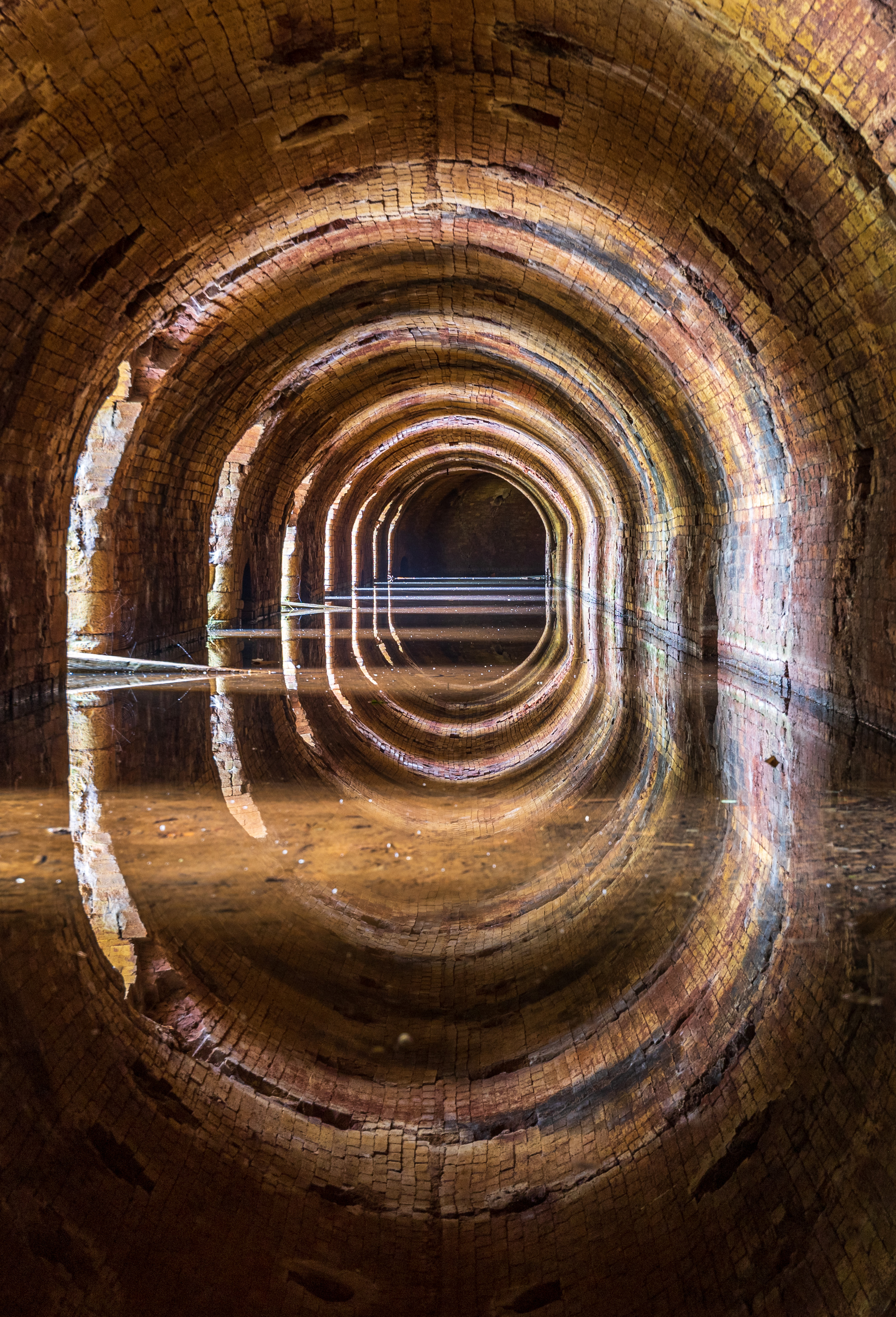
Four annulaire abandonné d'une ancienne briqueterie à Pilsum, Krummhörn. Mai 2021.

Krummhörn a été créée le 1er juillet 1972 lors de la fusion de 19 anciens villages autonomes qui forment désormais les quartiers de la commune.

## Jumelages
- Bad Ragaz (Suisse)
- Vilani (Lettonie) depuis 2004
- Grundy Center (États-Unis) depuis 2011

## Monuments et lieux touristiques
- Le phare de Campen, le plus haut d'Allemagne (65,3m).
- Le phare de Pilsum, inactif mais devenu un lieu touristique.

## Personnalités liées à la ville
- Theda Ukena (1432-1494), comtesse de Frise orientale mort à Greetsiel.
- Edzard Ier de Frise orientale (1461-1528), comte de Frise orientale né à Greetsiel.
- Edzard II de Frise orientale (1532-1599), comte de Frise orientale né à Greetsiel.
- Ubbon Emmius (1547-1625), théologien né à Greetsiel.
- Johannes Bogerman (1576-1637), théologien né à Upleward.
- Klaus Immer (1924-2022), homme politique né à Manslagt.